# Fila Brazillia
Fila Brazillia es un dúo británico de música electrónica originario de Kingston upon Hull, Inglaterra, formado por Steve Cobby y David McSherry. 

## Historia
El dúo fue formado en 1991 por los productores Steve Cobby y David McSherry. Sus primeros trabajos; Old Codes New Chaos, Maim That Tune, Mess, Black Market Gardening, Luck Be a Weirdo Tonight y Power Clown fueron publicados por la discográfica local Pork Recordings. En 1999 crearon su propio sello discográfico, Twentythree Records, con el que continuaron publicando discos. También publicaron dos álbumes de remezclas, Another Late Night: Fila Brazillia, con Azuli Records', dentro de la serie"Another Late Night", y Another Fine Mess: Fila Brazillia, así como dos recopilatorios; Brazilification y B2. En 1997 participaron en el Sonar de Barcelona. En 2002 encabezaron el cartel del festival de música electrónica Optimus.Hype@Meco en Portugal.
Sus colaboraciones incluyen trabajos con Harold Budd y Bill Nelson con los que lanzaron Three White Roses & A Budd (Twentythree Records, 2002). También coprodujeron el primer álbum de Twilight Singers; Twilight as Played by The Twilight Singers junto con Greg Dulli en 2001. Cobby y McSherry have produjeron más de 70 remezclas para artistas como Black Uhuru, Busta Rhymes, DJ Food, Lamb, Radiohead and The Orb. El controvertido cómico estadounidense Bill Hicks, colaboró con Filla Brazillia en el álbum Maim That Tune (1996).
Su música ha aparecido en serie de televisión como CSI o Sex and the City , y en películas como Dogtown and Z-Boys, Riding Giants y Once in a Lifetime: The Extraordinary Story of the New York Cosmos, un documental de 2006 sobre el equipo de fútbol, New York Cosmos. Tras publicar en 2006 el álbum Retrospective, Cobby y McSherry dieron por terminada su relación profesional. McSherry comenzó a trabajar como profesor en la Universidad de Lincoln.
Cobby firmó con el sello discográfico Steel Tiger Records junto con Sim Lister. A lo largo del año 2007, hizo varios lanzamientos como J*S*T*A*R*S, junto a Lister, Peacecorps, en colaboración con el guitarrista Rich Arthurs y The Cutler, junto a David "Porky" Brennand. El primer álbum del dúo The Cutler con Steel Tiger Records fue publicado el 7 de julio de 2008. "Everything Is Touching Everything Else" fue publicado en junio de 2013 con la colaboración vocal de Isobel Helen, Archie Heselwood, Andrew Taylor y Little Glitches.
Fila Brazillia regresó de nuevo, tras 16 años desde su último trabajo, el 6 de marzo de 2020, con la publicación del Ep, MMXX.

## Discografía

### Álbumes
- Old Codes New Chaos (1994)
- Maim That Tune (1995)
- Mess (1996)
- Black Market Gardening (1996)
- Luck Be a Weirdo Tonight (1997)
- Power Clown (1998)
- A Touch of Cloth (1999)
- Jump Leads (2002)
- The Life and Times of Phoebus Brumal (2003)
- Dicks (2003)

### Sencillos
- "Mermaids" (Pork Recordings, 1991)
- "Neanderthal" (Twentythree Records, 2007)

### EPs
- Sycot Motion (Mindfood, 1996)
- Three White Roses & A Budd (con Harold Budd y Bill Nelson) (Twentythree Records, 2002 – grabado en 2000)
- Saucy Joints (Twentythree Records, 2002)
- We Build Arks (Twentythree Records, 2002)
- One Track Mind (Twentythree Records, 2007)
- MMXX (Twentythree Records, 2020)

### Recopilatorios
- Music for Freelance (1999)
- Retrospective (Twentythree Records, 2006)

### Remixes
- Brazilification (Remixes 95–99) (Kudos, 1999)
- B2 (21 Brazilliant Remixes) (Twentythree Records, 2003)
- "Soul Sauce" on Verve Remixed 2 (Verve Music Group, 2003)

### Álbumes de remezclas
- Another Late Night: Fila Brazillia (2001)
- Another Fine Mess: Fila Brazillia (2004)